# 霍德尼夫卡
48°11′22″N 26°7′57″E / 48.18944°N 26.13250°E

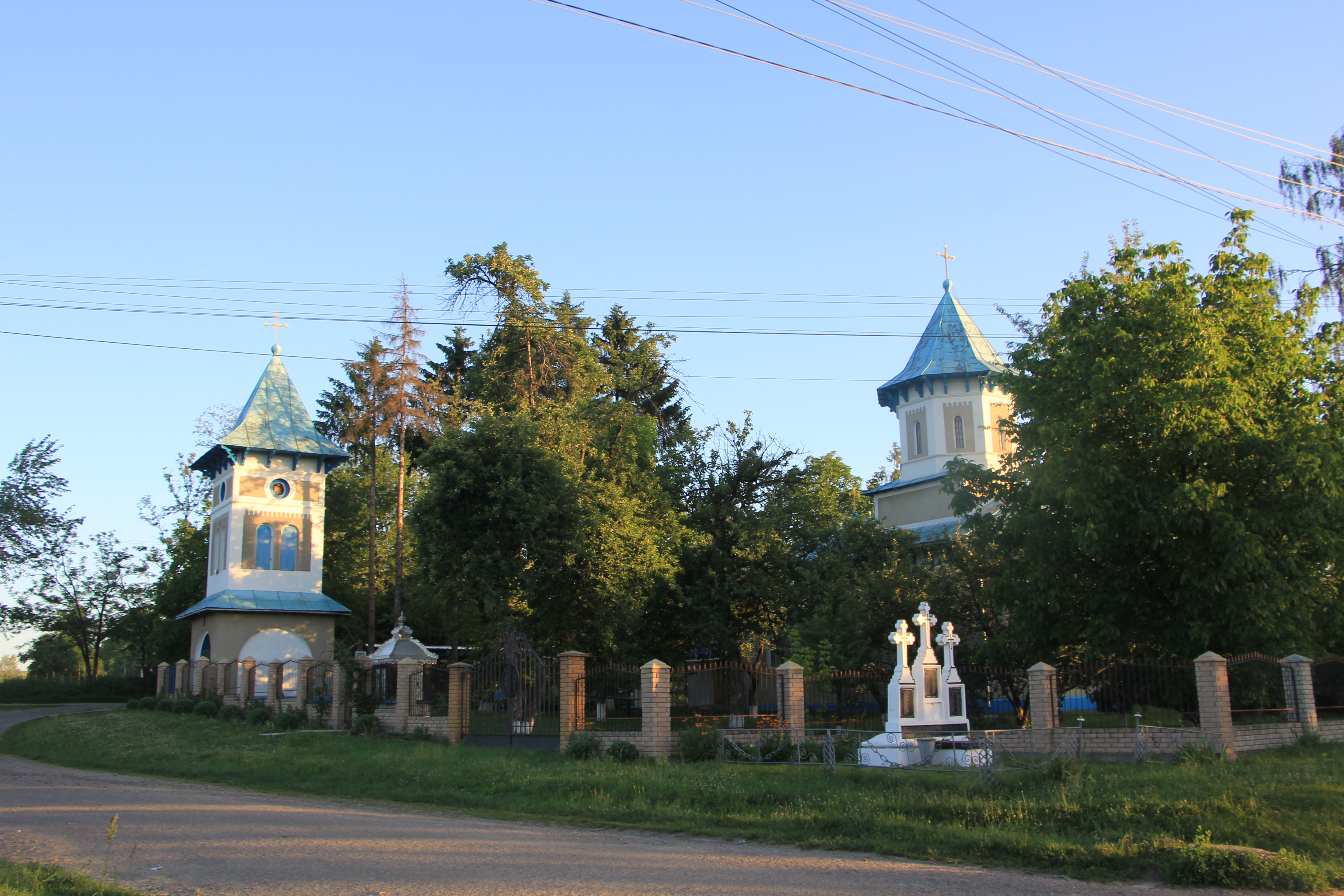
教堂

霍德尼夫卡（烏克蘭語：Годинівка）是位於烏克蘭西南部的村莊，由切爾諾夫策州切爾諾夫策區的奧斯特里察市鎮負責管轄。該村海拔高度176米，2001年人口1,261，97%居民使用羅馬尼亞語。